# Ostromeč (hrad)
Ostromeč je zaniklý hrad severně od vesnice Hrazany v okrese Příbram. Stál na konci ostrožny nad soutokem Vltavy a Mastníku v nadmořské výšce okolo 320 metrů. Zachovaly se z něj terénní relikty budov a opevnění. Od roku 1965 je chráněn jako kulturní památka.

## Historie
S lokalitou bývá spojováno sídlo Hrádek nebo Hradnice uváděné v predikátu Oldřicha z Radnice v roce 1369. Hrad, který zde skutečně stál, byl již na počátku 15. století pustý. V roce 1419 se nedaleko odehrála jedna z prvních bitev husitských válek, ale hrad zde postavili až táborité pod vedením Jana Hvězdy z Vícemilic v roce 1424. O čtyři roky později byl hrad obležen a dobyt, ale vzápětí obnoven. K dalšímu obléhání došlo v roce 1435 pod vedením Hynce Ptáčka z Pirkštejna. Posádka, jíž velel  hejtman Filip z Padařova , se v květnu vzdala a hrad byl zbořen a vypálen. Znovu obnovit ho nechal roku 1450 Zdeněk Konopišťský ze Šternberka jako vojenský opěrný bod, odkud podnikal úspěšné výpady do okolí, a proto zemský sněm v roce 1471 rozhodl o jeho rozboření. Hrad tentokrát obléhání odolal a stál do doby okolo roku 1500. Jako pustý se uvádí v roce 1542.

## Stavební podoba
Starší stavební fáze hradu byla velmi malá. Tvořila ji obdélná budova s valeně zaklenutým sklepem. Ta byla obehnaná valem, příkopem a hradbou, ze které zůstalo valovité těleso. Husité hrad podstatně rozšířili. Ve středu nové dispozice stála rozměrná obdélná budova a na jihu před ní ještě jedna menší trojprostorová stavba. Jejich opevnění bylo zřejmě dřevěné. Pouze v místech, kde bývala brána, se dochovaly zbytky kamenných staveb. Celé nové jádro obíhal příkop a na jižní a západní straně mohutný val.
V prostoru jižně od hradu existují další terénní relikty, ale není zřejmé, zda se jedná o předsunutá opevnění nebo obléhací postavení. Nejvýraznější z nich je tzv. Červenka s trojhranným půdorysem chráněná dvojitým valem a příkopem.

## Přístup
Zbytky hradu jsou přístupné po žlutě značené turistické trase z Hrazan.